# Chrystkowo
Chrystkowo is een plaats in het Poolse district  Świecki, woiwodschap Koejavië-Pommeren. De plaats maakt deel uit van de gemeente Świecie en telt 170 inwoners.